# Über Kugel und Zylinder

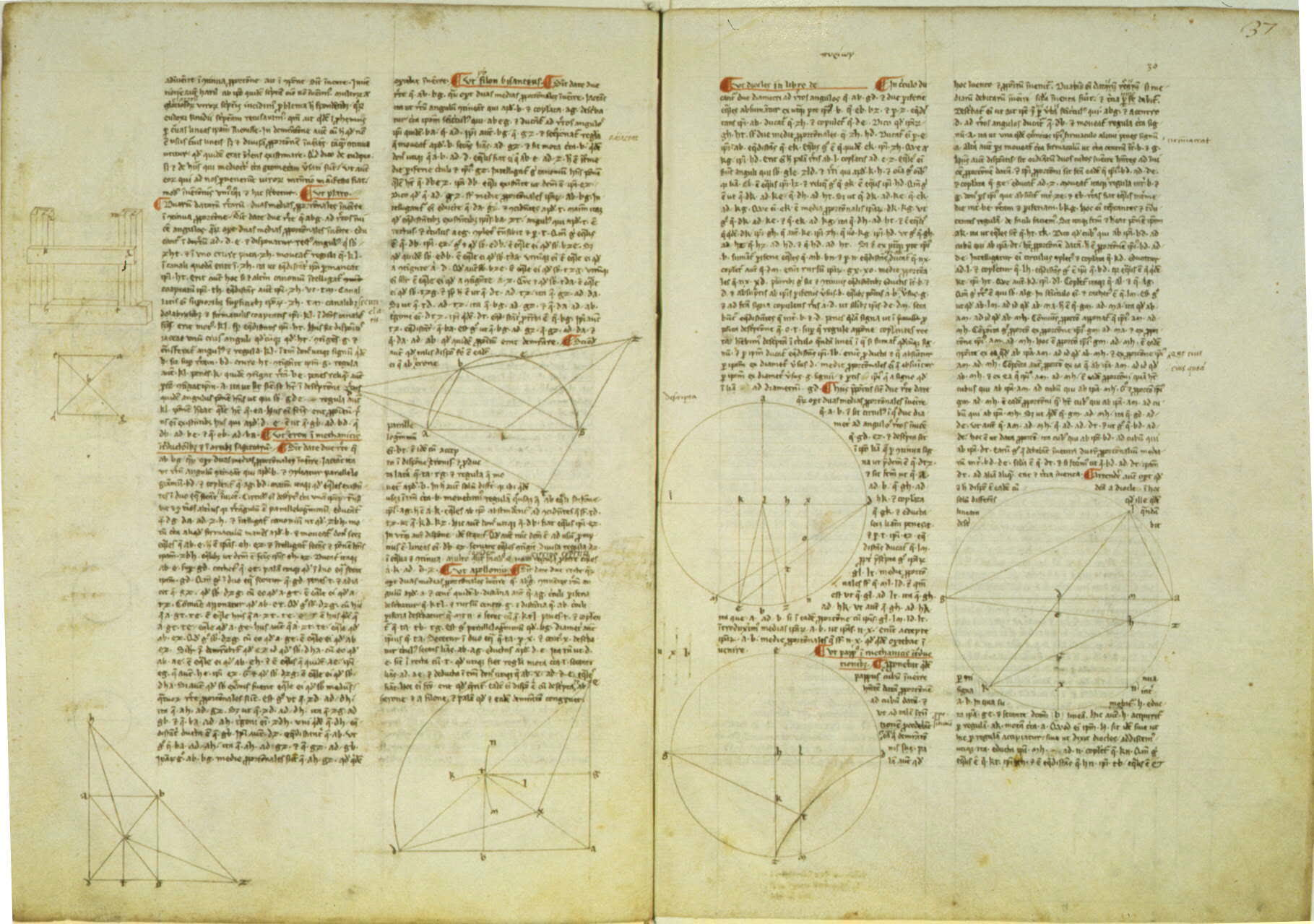
Seite aus Über Kugel und Zylinder in der lateinischen Übersetzung von Wilhelm von Moerbeke, ca. 1270

Über Kugel und Zylinder (griech. Περὶ σφαίρας καὶ κυλίνδρου (perì sphaíras kaì kylíndrou), latinisiert De Sphaera et Cylindro) ist eine aus zwei Büchern bestehende Abhandlung von Archimedes aus seiner frühen Schaffenszeit. Er bewies als erster, wie man das Volumen und die Oberfläche einer Kugel sowie deren Verhältnisse im Vergleich zu einem Zylinder ermitteln kann. Seine Behandlung von Problemen der Stereometrie gilt als Vorläufer der Methoden der modernen Integralrechnung.:85

## Formulierungen von Archimedes
Die wesentliche Schlussfolgerung lässt sich angeben wie folgt:
Für eine Kugel und einen Kreiszylinder, dessen Grundfläche einem Großkreis der Kugel und dessen Höhe dem Kugeldurchmesser entspricht, stehen die Flächeninhalte der Oberflächen {\displaystyle A} und die Volumina {\displaystyle V} beider Körper jeweils in demselben Verhältnis und dabei gilt:
{\displaystyle A_{\text{Kreiszylinder}}:A_{\text{Kugel}}=V_{\text{Kreiszylinder}}:V_{\text{Kugel}}=3:2}
Archimedes stellt in Buch I von Über Kugel und Zylinder den obigen Satz als Korollar zu Proposition 33 und 34, die folgendes besagen:
Proposition 33:
Für eine Kugel ist der Flächeninhalt der Kugeloberfläche viermal so groß wie der Flächeninhalt eines größten Kugelkreises.
Proposition 34:
Für eine Kugel ist das Volumen viermal so groß wie das Volumen eines Kreiskegels, dessen Grundfläche einem größten Kugelkreis und dessen Höhe dem Kugelradius entspricht.

## Zylindereigenschaften
Mit {\displaystyle r} als Radius der Kugel und des Zylinders und {\displaystyle h} als Höhe eines geraden Zylinders gilt für die Oberfläche {\displaystyle A_{Z}} des Zylinders
{\displaystyle A_{Z}=2\pi r^{2}+2\pi rh=2\pi r(r+h).\,}
und das für Volumen {\displaystyle V_{Z}} des Zylinders
{\displaystyle V_{Z}=\pi r^{2}h\,}.:227
Archimedes bestimmte in seinem Werk Die Kreismessung, das er zwischen Buch I und Buch II von Über Kugel und Zylinder schrieb, eine untere und obere Grenze für die Kreiszahl {\displaystyle \pi } durch ein eingeschriebenes und umschreibendes 96-seitiges Polygon als einen Wert zwischen {\displaystyle 3{\tfrac {1}{7}}} und {\displaystyle 3{\tfrac {10}{71}}} und damit erstmals auf zwei Kommastellen genau.:42–43

## Volumen der Kugel

Bild 1
Volumenvergleich

Bild 2
Volumenvergleich

Archimedes bewies, dass das Volumen der Kugel zwei Drittel des Volumens eines Zylinders beträgt, dessen Basis ein Großkreis der Kugel ist und dessen Höhe ihrem Durchmesser entspricht (Bild 1):
{\displaystyle V_{K}={\frac {4}{3}}\pi r^{3}.}
Das Verfahren von Archimedes zum Beweis des Volumens einer Kugel war ziemlich kompliziert. Viele moderne Lehrbücher verwenden eine vereinfachte Version mit einer Grenzwertberechnung, die zu Archimedes’ Zeit noch nicht existierte. Er verwendete eine in einen Halbkreis eingeschriebene Polygonhälfte und drehte dann beide, um eine Ansammlung von Kegelstümpfen in einer Kugel zu schaffen, deren Volumen er dann bestimmte.:226
In seinem späteren Werk Die Mechanische Methode beschrieb Archimedes eine Analogie mittels Hebelgesetz, um das Volumen der Kugel im Verhältnis zu Kreiskegel und Zylinder zu bestimmen.
Der folgende Satz wird manchmal auch als Satz des Archimedes bezeichnet (Bild 2):
Das Volumen einer Halbkugel ist gleich der Differenz der Volumina des umgebenden Kreiszylinders und des darin enthaltenen Kreiskegels gleicher Höhe und gleicher Grundfläche.

## Oberfläche von Kugel und Zylinder

Oberflächenvergleich

Berechnung der Kugeloberfläche durch die ähnlichen Dreiecke

Für den umschreibenden Zylinder mit einer Höhe {\displaystyle h=2r}, so dass die Kugel den Zylinder oben und unten berührt, zeigte Archimedes, dass die Oberfläche der Kugel zwei Drittel des Zylinders beträgt. Dies bedeutet, dass die Fläche der Kugel gleich der Fläche des Zylinders abzüglich seiner Kappen ist. Dieses Ergebnis führte zu Lamberts winkeltreuer Kegelprojektion für die flächentreue Abbildung der Erdoberfläche. Auf dieses letztgenannte Ergebnis war Archimedes besonders stolz, so dass er darum bat, dass die Skizze einer in einen Zylinder einbeschriebenen Kugel auf seinem Grabstein eingraviert wird. Etwa 140 Jahre später entdeckte der römische Philosoph Marcus Tullius Cicero, als er Quästor in Sizilien war, das von Gestrüpp überwucherte Grab.
Die Oberfläche der Kugel entspricht der Mantelfläche eines Zylinders, dessen Grundfläche der Großkreis der Kugel und dessen Höhe der Durchmesser ist.
Der Beweis dieses Satzes zeigt auch, dass die Oberfläche der Kugel das Vierfache ihres Großkreises beträgt. Tatsächlich ist die Mantelfläche des von uns betrachteten Zylinders:
{\displaystyle A_{Z}=2\pi r\cdot 2r=4\pi r^{2}}.
Für die Kugel bewies er, dass ihre Oberfläche {\displaystyle A_{K}} das Vierfache der Fläche ihres Großkreises beträgt:
{\displaystyle A_{K}=4\pi r^{2}.\,}
Betrachten wir zwei horizontale Ebenen mit einem verschwindend kleinen Abstand {\displaystyle d} voneinander, die die Oberflächen der Halbkugel und des Zylinders wie in der Abbildung schneiden. Der Radius des Schnittkreises der oberen Ebene mit der Halbkugel ist {\displaystyle x}, und wir stellen uns {\displaystyle x} als eine Zahl vor, die zwischen 0 und dem Radius {\displaystyle r} liegt. Wir zeigen, dass die Mantelfläche des Elementarzylinders der Höhe {\displaystyle A'B'=d} gleich der Fläche ist, die durch die Drehung des Segments {\displaystyle AB} um die Achse {\displaystyle OP^{\prime }} erzeugt wird, d. h. 
{\displaystyle d\cdot 2\pi r=AB\cdot 2\pi x}
was zu {\displaystyle d\cdot r=AB\cdot x} bzw. {\displaystyle {d \over AB}={x \over r}} äquivalent ist.
Dieses Verhältnis ist in der Abbildung zu erkennen, wenn man die Ähnlichkeit der Dreiecke {\displaystyle \triangle {POP'}\sim \triangle {ABC}} bedenkt, die durch zueinander senkrechte Geraden gebildet werden. Nimmt man die Abstände {\displaystyle d} unendlich klein, damit sich die Bögen {\displaystyle APB} den Strecken {\displaystyle AB} annähern, so erhält man durch Addition aller Elementarflächen des Zylinders und der Kugel zwei gleichgroße Flächen.